# ألما كوك
ألما كوك (بالإنجليزية: Alma)‏ هي عازفة بيانو وملحنة وكاتبة غنائية ومغنية ومغنية مؤلفة أمريكية، ولدت في 27 أكتوبر 1991 في ماديسون في الولايات المتحدة.

## روابط خارجية
- ألما كوك على موقع IMDb (الإنجليزية)
- ألما كوك على موقع ميوزك برينز (الإنجليزية)
- ألما كوك على موقع أول ميوزيك (الإنجليزية)
- ألما كوك على موقع ديسكوغز (الإنجليزية)
- ألما كوك على موقع ديسكوغز (الإنجليزية)